# Clathurella capaniola
Clathurella capaniola är en snäckart som först beskrevs av Dall 1919.  Clathurella capaniola ingår i släktet Clathurella och familjen kägelsnäckor. Inga underarter finns listade i Catalogue of Life.